# Хемік Полиці (волейбольний клуб)
«Хемік Полиці» (пол. Klub Piłki Siatkowej Chemik Police Spółka Akcyjna) — жіночий волейбольний клуб з міста Полиці. Багаторазовий чемпіон і володар національного кубка.

## Назви
- Komfort Police (1988)
- KS Chemik Police (1989—1993)
- ARS Komfort Police (1993—1994)
- KS Chemik Police (1994–….)
- PSPS Chemik Police (….–2013)
- KPS Chemik Police (2013—2014)
- Chemik Police (з 2014 року)

## Історія
Команда «Комфорт» у Полицях була заснована 1988 року. Через чотири роки дебютувала у другому за рівнем дивізіоні польського жіночого волейболу. У першому сезоні Стала володарем Кубка Польщі, переможцем лігового турніру і здобула путівку до елітного дивізіону. У наступні два роки здобула по два титула чемпіона і володаря національного кубка. А також брала участь у розіграшах єврокубків. У той час за команду виступали Магдалена Слива, Ізабела Рутковська, Малгоржата Нємчик, Катаржина Зубель та інші.
У 1998 році «Хемік» опустився до нижчого дивізіону і повернувся в еліту в сезоні 2013/2014. У першому сезоні команда зробила дубль у внутрішніх турнірах. Протягом наступних років команда є лідером польського жіночого волейболу і постійно бере участь в розіграшах єврокубкових турнірів.

## Досягнення
- Чемпіонат Польщі[pl]

Перше місце (11): 1994, 1995, 2014, 2015, 2016, 2017, 2018, 2020, 2021, 2022, 2024
- Кубок Польщі[pl]

Перше місце (10): 1993, 1994, 1995, 2014, 2016, 2017, 2019, 2020, 2021, 2023
- Суперкубок Польщі

Перше місце (4): 2014, 2015, 2019, 2023

## Бомбардири
Список найрезультативніших волейболісток клубу в єврокубках (з 2014 року):
| Сезон   | Волейболістка        | Турнір         | Ігри | Сети | Очки | Ср.  | Примітки |
| ------- | -------------------- | -------------- | ---- | ---- | ---- | ---- | -------- |
| 2014-15 | Малгожата Глінка     | Ліга чемпіонів | 8    | 30   | 100  | 3,33 |          |
| 2015-16 | Маделайнне Монтаньйо | Ліга чемпіонів | 8    | 28   | 120  | 4,29 |          |
| 2016-17 | Мальвіна Смажек      | Ліга чемпіонів | 6    | 21   | 84   | 4    |          |
| 2017-18 | Мальвіна Смажек      | Ліга чемпіонів | 5    | 20   | 87   | 4,35 |          |
| 2018-19 | Чіака Огбогу         | Ліга чемпіонів | 6    | 24   | 58   | 2,42 |          |
| 2019-20 | Вільма Салас         | Кубок ЄКВ      | 5    | 16   | 77   | 4,81 |          |
| 2020-21 | Йована Бракочевич    | Ліга чемпіонів | 8    | 27   | 118  | 4,37 |          |
| 2021-22 | Йована Бракочевич    | Ліга чемпіонів | 6    | 17   | 71   | 4,18 |          |
| 2022-23 | Йована Бракочевич    | Ліга чемпіонів | 8    | 33   | 155  | 4,7  |          |
| 2023-24 | Елізабет Іннег       | Кубок ЄКВ      | 4    | 15   | 53   | 3,53 |          |

## Галерея

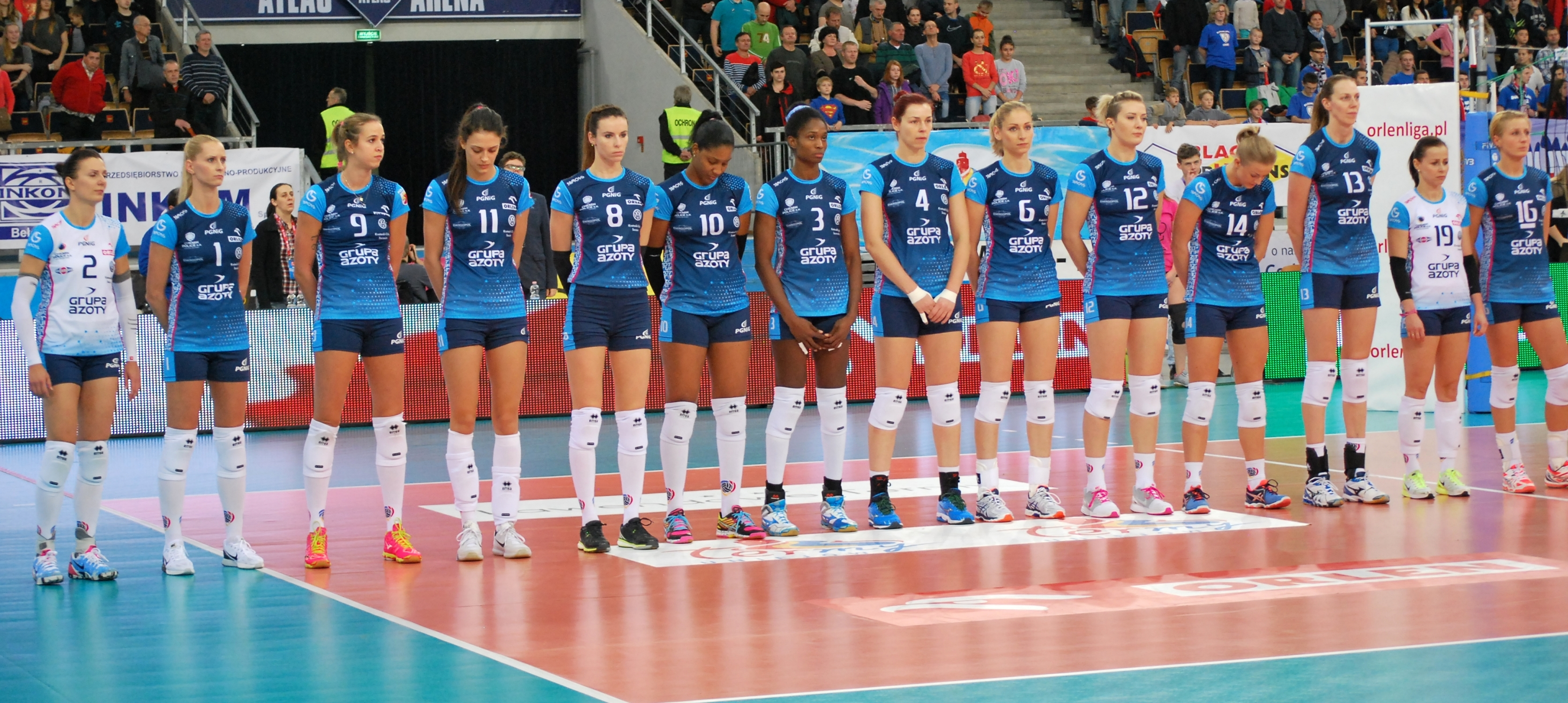
Сезон 2015-16.
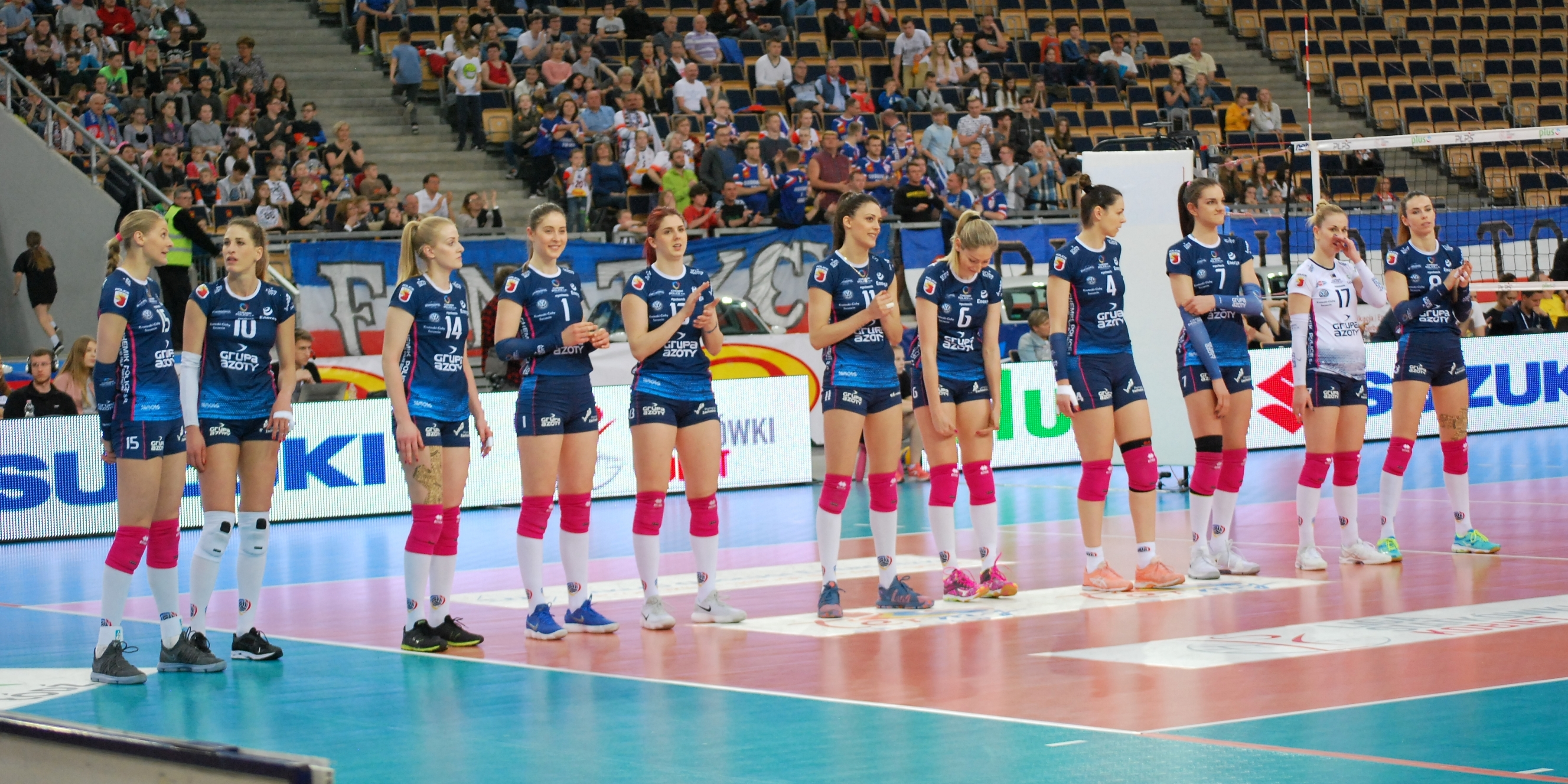
Сезон 2017-18.

- Сезон 2015-16: Маріола Зенік (№ 2), Анна Верблінська (№ 1), Гелена Гавелкова (№ 9), Стефана Велькович (№ 11), Ізабель Белцік (№ 8), Йонкайра Пенья (№ 10), Маделайнне Монтаньйо (№ 3), Катаржина Гайдал-Аніол (№ 4), Агнешка Беднарек-Каша (№ 6), Ізабела Ковалінська (№ 12), Йоанна Волош (№ 14), Катаржина Мроз (№ 13), Пауліна Май-Ервардт (№ 19), Александра Ягело (№ 16).
- Сезон 2017-18: Страшимира Симеонова (№ 15), Береніка Томся (№ 10), Наталія Меджик (№ 14), Б'янка Буша (№ 1), Сладжана Міркович (№ 13), Стефана Велькович (№ 11), Агнешка Беднарек-Каша (№ 6), Катаржина Гайдал-Аніол (№ 4), Мальвіна Смажек (№ 7), Александра Кшос (№ 17), Ізабель Белцік (№ 8).